# 乌桓

乌桓位于汉朝东北

乌桓（上古漢語擬音：ʔˤa ɢʷˁar），又名乌丸、古丸，中国古代北方民族之一，源自東胡，與鮮卑有共同先祖，同源於原始蒙古族，但因國近中原也混有一定數量的漢人，語言文化相同，是最早附屬於匈奴的部落。

## 名稱與起源
據《後漢書》，烏桓為東胡後代，在匈奴冒頓單于滅東胡國時，部份東胡部落退居在烏桓山，因此得名。
據中華民國學者丁謙考證，烏桓即蒙古語的烏蘭，為紅色之意，考證其地點在今中華人民共和國蘭州市附近。

## 历史
秦末汉初（前3世紀末）之際，匈奴王冒顿单于击败东胡。东胡人北遷至鲜卑山和乌桓山，各以山名為族號，分别形成鲜卑人和乌桓人。乌桓山即现大兴安岭中部的东西罕山。乌桓隨水草放牧，以穹廬為室，常要向匈奴进贡，匈奴每歲向烏桓徵收牲畜、皮革。
汉武帝元狩4年（前119年），汉骠骑将军霍去病进攻匈奴左地，迁乌桓于上谷、渔阳、右北平、辽东、辽西五郡，置护乌桓校尉，使之与匈奴隔离，為漢偵察匈奴動靜。王莽时期，令烏桓不再向匈奴繳納皮布，多次強召乌桓伐匈奴，甚至以妻子為人質，動輒威殺之，招致乌桓反目，遂降匈奴。
漢光武帝建武二十二年（46年）乌桓趁匈奴内乱之时进攻匈奴，把匈奴赶出大漠以南。东汉对乌桓优抚，允许乌桓人部分移居太原关内各地，駐牧於遼東屬國，乌桓人大多归附于汉。烏桓南遷後，原居地為鮮卑所佔，留在塞外的部分烏桓人民，亦附鲜卑，常助鮮卑攻擊漢朝。
东汉末年，辽东、辽西等地的乌桓大人趁乱称王。初平元年（190年），辽西乌桓大人蹋顿统一现辽宁一带的乌桓各部。袁绍赐予蹋顿单于称号。汉献帝建安十年（205年）袁绍官渡之战之后败给曹操，其子袁熙、袁尚投奔乌桓蹋頓，形成殘餘勢力。建安十二年（207年），曹操北征乌桓，戰於柳城，曹纯部虎豹骑俘获蹋顿，蹋顿当阵为张辽斩杀。諸王亦多被殺，降漢者達二十餘萬人。从此乌桓彻底衰落，地位为鲜卑取代。
五胡十六国时期，乌桓与各族杂居，形成“杂胡”。乌桓、鲜卑和匈奴的混血后代“铁弗”人赫连勃勃立国胡夏。
唐朝时嫩江以北有乌丸国，传说是乌桓后人所创。辽太祖耶律阿保机曾派兵征伐，之后乌桓融入其他民族。

## 乌桓文化
乌桓语言系属与鲜卑相同，属东胡系统，有突厥语族、通古斯语族、蒙古语族等不同的说法。現代語言學家多支持他們屬於蒙古語族。
乌桓人以游牧为主，髡发，父死可妻后母。他們的婚俗葬送禮儀與高句麗族相似。
《魏书》载：乌丸人擅骑射，逐水草而居，居无定所。以穹庐为宅，门向东。食肉饮奶，民风彪悍。他们贵少而贱老，怒则杀父害兄，却不害母亲。乌丸人以强者为大人。大人召集各部，刻木为信，无文字。姓氏无常，常以大人名字姓。嫁娶可先将女人抢去，再派媒人送马牛羊以作聘礼。女婿随妻回家，拜女方家人，但不拜父母。为其妻家劳作两年，妻家送丰厚嫁妆。乌丸人男女老幼，习惯中蹲坐，悉剃发。女子至嫁人后才留发髻，以金碧装饰，类似步摇。父兄死后，叔娶其嫂，子娶后母。农作物主要是青穄、东墙，十月成熟。会酿白酒，米自中原引进。生病，知道以艾灸、烧石治疗，或者以刀放血之后向天地山川之神祝祷。死，敛尸而且有棺，葬时以歌舞相送。生者会将死者生前所用乘马、衣物、服饰，烧之以送，特别要烧条狗，以护死者灵魂归于赤山。敬鬼神，祠自然万物，及历代大人，祠后祭礼烧之。法律上，违大人言者死，相争斗由大人平之，有罪者以牛羊赎死罪。叛逃者发配雍狂。

## 相关史实
《资治通鉴》记，建安十二年（207年），曹操北征乌桓大捷，班师回朝途中，时寒且旱，二百里无复水，军又乏食，杀马数千匹以为粮，凿地三十余丈乃得水。军自柳城始，途经碣石道（今昌黎碣石山流域），遇“树木丛生，百草丰茂”之景观，命士卒山中觅水，得泉（今称相泉），操遂令军止行安营。寻樵夫闻知，此谓碣石流域，泉溢于虎山坡，南称龟山，西南碣石山。日落，时黄昏,远眺夕阳暮色，近拥万马千军，志未酬，己暮年，而诗性起，作赋《龟虽寿》：“神龟虽寿，犹有竟是。腾蛇乘雾，终为土灰。老骥伏枥，志在千里；烈士暮年，壮心不已。盈缩之期，不但在天；养怡之福，可得永年。幸甚至哉，歌以咏志”。
《曹操小传》记，曹操北征乌桓解救十余万被掳汉民同徙，途经碣石道，遇“树木丛生，百草丰茂”仙境圣地，令固泉砌井，以养暮年、度余生。遂将民编充驻守于此之营帐“草粮屯”“后营”“留守营”“驻操营”“歇马台”“饮马河”(今昌黎、抚宁村庄、河流名称)略。择日曹操率从至碣石仙台顶，登高必赋其性也，赋诗《观沧海》：“东临碣石，以观沧海。水何澹澹，山岛竦峙。树木丛生，百草丰茂。秋风萧瑟，洪泼涌起。日月之行，若在其中。星汉灿烂，若在其里。”军遂赴易县。
古人依相泉建寺，后称“山坡寺”，明清《昌黎县志》有记载。尚存井（泉）一眼，寺院荒址一座。

## 與烏桓族有關的歷史人物

### 烏桓族
- 丘力居
- 烏延
- 樓班
- 蘇僕延
- 難樓
- 蹋頓
- 骨進
- 魯昔
- 能臣氐
- 審登
- 羯朱

### 中原
- 馬援（征討）
- 景丹（管治）
- 王元（任烏丸校尉）
- 劉虞（管治）
- 公孫度（征討）
- 公孫瓚（管治及征討）
- 袁紹（結交）
  - 袁熙、袁尚（結交與投靠）
- 曹操（管治及征討）
  - 張遼、郭嘉（征討）
- 梁習（管治）
- 閻柔（管治）
- 牽招（管治）
- 田豫（管治）
- 曹彰（征討）
- 田疇（管治及征討）

## 延伸阅读
[在维基数据编辑]
 《欽定古今圖書集成·方輿彙編·邊裔典·烏桓部》，出自陈梦雷《古今圖書集成》
 《後漢書/卷90》，出自范晔《後漢書》
 《三國志/卷30》，出自陳壽《三國志》